# Youssef Zghoudi
Youssef Zghoudi (en arabe : يوسف زغودي), né le 16 septembre 1992 à Casablanca (Maroc) est un footballeur marocain évoluant dans le club de la RS Berkane. Il joue au poste d’un ailier droit ainsi que son poste secondaire est un ailier gauche.

## Biographie
Le 1er septembre 2017, il signe un contrat de deux ans au Racing de Casablanca en Botola Pro. Lors de sa première saison, il dispute 17 matchs et marque un but en championnat. Il termine la saison à la dernière place du championnat et est relégué en D2 marocaine.
Le 15 août 2019, il s'engage au RS Berkane et dispute la Coupe de la confédération. Ayant pris à quatre matchs de la compétition africaine, il finit par remporter la Coupe. Il dispute au total 20 matchs toutes compétitions confondues et termine la saison à la troisième place de la Botola Pro.
Le 20 mai 2022, il remporte la Coupe de la confédération après avoir remporté la finale sur une séance de tirs au but face à l'Orlando Pirates FC (match nul, 1-1). Le 10 septembre 2022, il entre en jeu à la 84ème minute à la place de Bakr El Helali sous son nouvel entraîneur Abdelhak Benchikha à l'occasion de la finale de la Supercoupe de la CAF face au Wydad Athletic Club. Le match se solde sur une victoire de 0-2 au Complexe sportif Moulay-Abdallah.

## Palmarès

### En club
RS Berkane
- Botola Pro (1) :
  - Champion : 2024-25
- Coupe de la confédération (3) :
  - Vainqueur : 2019-20,  2021-22, 2024–25
- Supercoupe de la CAF (1) :
  - Vainqueur : 2022
  - Finaliste    : 2020
- Coupe du Trône (2) :
  - Vainqueur : 2021 et 2022.